# Witold Sobociński
Witold Sobociński (Ozorków, 1929. október 15. – Konstancin-Jeziorna, 2018. november 19.) lengyel operatőr.

## Filmjei
- Tánc Hitler főhadiszállásán (Dancing w kwaterze Hitlera) (1968)
- Minden eladó (Wszystko na sprzedaż) (1969)
- Album polski (1970)
- Gerard kalandjai (Przygody Gerarda) (1970)
- Legenda (1971)
- Trzecia część nocy (1971)
- Ritka látogató (Życie rodzinne) (1971)
- Menyegző (Wesele) (1972)
- Sanatorium pod Klepsydrą (1973)
- Na niebie i na ziemi (1974)
- Silverson (1974, tv-film)
- Hiéna a kisvárosban (Pittsville - Ein Safe voll Blut) (1974)
- Az ígéret földje (Ziemia obiecana) (1975)
- Háborúm, szerelmem (Moja wojna, moja miłość) (1975)
- Nachtdienst (1975, tv-film)
- Verdunkelung (1976, tv-film)
- Szélcsend (Smuga cienia) (1976)
- Együtt és külön (Sam na sam) (1977)
- Az elnök halála (Śmierć prezydenta) (1977)
- Haus der Frauen (1978, tv-film)
- Szpital przemienienia (1979)
- Wege in der Nacht (1979, tv-film)
- Und plötzlich bist du draußen (1981, tv-film)
- Rece do góry (1981)
- Alicja (1982)
- W obronie własnej (1982)
- Ez volt a dzsessz (Był jazz) (1983)
- Freundschaften (1984, tv-film)
- Widziadło (1984)
- Uindii (1984)
- O-bi, O-ba, avagy a civilizáció vége (O-bi, O-ba – Koniec cywilizacji) (1985)
- Kalózok (Pirates) (1986)
- Zjoek: De kunst van het vergeten (1987)
- Őrület (Frantic) (1988)
- A vidéki doktor (Der Landarzt) (1989, tv-sorozat, négy epizód)
- Tavaszi vizek (Torrents of Spring) (1989)
- Bronsteins Kinder (1991)
- Skarga (1991)
- Das letzte U-Boot (1993, tv-film)
- ...nächste Woche ist Frieden (1995, tv-film)
- Európa kapuja (Wrota Europy) (1999)